# Arts et lettres
Pour la décoration française, voir Ordre des Arts et des Lettres.
Les Arts et les Lettres sont un domaine d'études qui englobe plusieurs éléments de culture. Les courants artistiques, les peintres et écrivains ayant marqué l'Histoire font partie de cette culture.
Il y a trois profils principaux d'arts et lettres :
- Lettres, qui survole les arts en général, qui met l'accent sur le volet littéraire et sur l'écriture
- Langues, tous les domaines des arts y sont abordés mais la formation est plus axée sur les langues et la traduction
- Communication et cinéma, qui aborde tous les domaines relatifs à l'art, en plus des médias et d'axer sa formation autour du septième art.